# Crambidia scoteola
Crambidia scoteola är en fjärilsart som beskrevs av George Francis Hampson 1900. Crambidia scoteola ingår i släktet Crambidia och familjen björnspinnare. Inga underarter finns listade i Catalogue of Life.